# Wdowin
Wdowin – wieś w Polsce położona w województwie łódzkim, w powiecie bełchatowskim, w gminie Drużbice.
Miejscowość położona jest nad Grabią.
Na początku XVI wieku należał do parafii Drużbice. W czasach późniejszych – do parafii Krzepczów. W połowie XVI wieku wieś liczyła 4 łany gruntów. W XIX wieku działał tu również folwark. W drugiej połowie XIX wieku we wsi były 24 domy, a w folwarku – 4. We wsi mieszkało 186 osób.
W latach 1975–1998 miejscowość administracyjnie należała do województwa piotrkowskiego.
Zobacz też: Wdowin-Kolonia